# Lilian Bond
Lilian Bond (parfois créditée Lillian Bond) est une actrice britannique, née à Londres (Angleterre) le 18 janvier 1908, morte à Reseda (Californie) le 25 janvier 1991 .

## Biographie
Après des débuts au théâtre dans son pays natal, Lilian Bond s'installe vers la fin des années 1920 aux États-Unis. Elle joue à Broadway (New York) entre 1928 et 1941, dans quatre pièces, trois comédies musicales et une revue (notamment aux côtés de Louise Brooks).
Au cinéma, elle tourne son premier film américain en 1929. Au total, elle apparaît dans quarante-huit films (tous américains, sauf un britannique en 1934), le dernier en 1955. En particulier, elle interprète Lillie Langtry dans Le Cavalier du désert, en 1940.
À la télévision, Lilian Bond participe à trois séries télévisées, en 1954, 1955 et 1958, année où elle se retire définitivement.
Elle est l'une des quinze jeunes actrices (avec notamment Ginger Rogers et Gloria Stuart) qui ont reçu en 1932 le prix WAMPAS Baby Stars.

## Filmographie
Au cinéma
- 1929 : No More Children d'Albert H. Kelley
- 1930 : Sagebrush Politics de Victor Adamson
- 1930 : In Again, Out Again d'Howard Bretherton
- 1931 : Riders of the Plains de John P. McCarthy
- 1931 : Stepping Out de Charles Reisner
- 1931 : C'est mon gigolo (Just a Gigolo) de Jack Conway
- 1931 : Le Grand Amour (The Great Lover) d'Harry Beaumont
- 1931 : Le Mari de l'Indienne (The Squaw Man) de Cecil B. DeMille
- 1931 : Manhattan Parade de Lloyd Bacon
- 1932 : Man about Town de John Francis Dillon
- 1932 : Union Depot d'Alfred E. Green
- 1932 : Une soirée étrange (The Old Dark House) de James Whale
- 1932 : Tête brûlée (Airmail) de John Ford
- 1932 : Fireman, Save My Child de Lloyd Bacon
- 1932 : It's Tough to Be Famous d'Alfred E. Green
- 1932 : Beauty and the Boss de Roy Del Ruth
- 1932 : The Trial of Vivienne Ware de William K. Howard
- 1932 : Hot Saturday de William A. Seiter
- 1933 : La Femme aux gardénias (Double Harness) de John Cromwell
- 1933 : The Big Brain de George Archainbaud
- 1933 : Fille de feu (Hot Pepper) de John G. Blystone
- 1933 : Take a Chance de Monte Brice et Laurence Schwab
- 1933 : Her Splendid Folly de William A. O'Connor
- 1933 : Pick up de Marion Gering
- 1933 : When Strangers Marry (film, 1933) de Clarence G. Badger
- 1934 : Affairs of a Gentleman d'Edwin L. Marin
- 1934 : Hell Bent for Love de D. Ross Lederman
- 1934 : Dirty Work de Tom Walls (film britannique)
- 1935 : La Malle de Singapour (China Seas) de Tay Garnett
- 1935 : Monseigneur le détective (The Bishop Misbehaves) d'Ewald André Dupont
- 1938 : Blond Cheat de Joseph Santley
- 1939 : Femmes (The Women) de George Cukor
- 1939 : Le Roi des reporters (The Housekeeper's Daughter) de Hal Roach
- 1939 : Radio détective (Sued for Libel) de Leslie Goodwins
- 1940 : Le Cavalier du désert (The Westerner) de William Wyler
- 1941 : Scotland Yard (en) de Norman Foster
- 1941 : A Tragedy at Midnight de Joseph Santley
- 1942 : A Desperate Chance for Ellery Queen de James Patrick Hogan
- 1945 : Le Portrait de Dorian Gray (The Picture of Dorian Gray) d'Albert Lewin
- 1945 : Le Roman d'Al Jolson (The Jolson Story) d'Alfred E. Green
- 1946 : Nocturne (titre original) d'Edwin L. Marin (rôle coupé au montage)
- 1949 : La Dynastie des Forsyte (That Forsyte Woman) de Compton Bennett
- 1950 : Shadow on the Wall de Pat Jackson
- 1952 : L'Homme à l'affût (The Sniper) d'Edward Dmytryk
- 1952 : La Vallée des géants (The Big Trees) de Felix E. Feist
- 1953 : The Maze de William Cameron Menzies
- 1953 : L'Étrange Mr. Slade (Man in the Attic) d'Hugo Fregonese
- 1955 : Pirates of Tripoli de Felix E. Feist

## Théâtre (à Broadway)
- 1928 : Earl Carroll's of 1928, revue, musique de Morris Hamilton, lyrics de Grace Henry, sketches de divers (dont W. C. Fields), chorégraphie de Busby Berkeley, avec Louise Brooks, W. C. Fields
- 1929 : Fioretta, comédie musicale, musique et lyrics de George Bagby et G. Romilli, livret d'Earl Carroll, adapté par Charlton Andrews, avec Lionel Atwill, Fanny Brice, Louise Brooks
- 1929 : Stepping Out, pièce d'Elmer Harris, avec Walter Connolly
- 1930 : Luana, comédie musicale, musique de Rudolf Friml, lyrics de J. Keir Brennan, livret d'Howard Emmett Rogers, d'après The Bird of Paradise de Richard Walton Tully, costumes de Charles Le Maire
- 1931 : Free for All, comédie musicale, musique de Richard A. Whiting, lyrics et mise en scène d'Oscar Hammerstein II, livret d'Oscar Hammerstein II et Laurence Schwab, avec Harry Shannon
- 1933 : Trois et une (Three and One), pièce de Denis Amiel, adaptée par Lewis Galantiere et John Houseman, avec Brian Donlevy
- 1935 : Little Shot, pièce de Percival Wilde, mise en scène de Bretaigne Windust
- 1941 : All Men are Alike, pièce de Vernon Sylvaine, avec Cora Witherspoon

## Récompense
- 1932 : WAMPAS Baby Stars.

## Iconographie
Elle a été photographiée par Alfred Cheney Johnston qui a travaillé pour Florenz Ziegfeld pendant plus de 15 ans, prenant principalement des photographies publicitaires et promotionnelles des interprètes des Ziegfeld Follies. Les photos de nues, découvertes après la mort de Johnston, n'ont pas été publiés dans les années 1920.